# 戴坊镇
戴坊镇，是中华人民共和国江西省抚州市乐安县下辖的一个乡镇级行政单位。

## 行政区划
戴坊镇下辖以下地区：
戴坊社区、红光村、峰岫村、朱元村、沙堆村、横江村、村前村、戴坊村、树下村、甘竹村、麦坑村、竹山村、小曹村、鹏洲村、古竹村、龙兴村、良元村、仲溪村、白石村、上林村和中心村。